# Campanya dels Balcans
|  | Aquest article tracta sobre la campanya de la Segona Guerra Mundial. Si cerqueu la campanya de la Primera Guerra Mundial, vegeu «Campanya dels Balcans (1914-1918)». |

La Campanya dels Balcans va ser la invasió de les Potències de l'Eix de Grècia i Iugoslàvia durant la Segona Guerra Mundial. Començà amb la invasió italiana de Grècia el 28 d'octubre de 1940 i va concloure amb la conquesta de Creta per les forces alemanyes l'1 de juny de 1941.

## Preludi: la invasió italiana d'Albània
Després de la I Guerra Mundial, i després del col·lapse total de l'Imperi Otomà i de l'Imperi Austrohongarès, els albanesos es dirigiren cap al Regne d'Itàlia a la recerca de protecció contra els seus enemics.
El 1919, la integritat territorial d'Albània va ser confirmada durant la Conferència de Pau de París, després que el President dels Estats Units Woodrow Wilson rebutgés un pla de les potències europees per dividir Albània entre els seus veïns. No obstant això, després de 1925, el dictador italià Benito Mussolini desitjava dominar Albània.
El 1928, Albània esdevingué un regne sota Zog I. Zog era un cabdill de clan i anterior Primer Ministre. Zog fracassà en evitar la ingerència italiana en els afers interns albanesos, i el 7 d'abril de 1939, les tropes italianes van ocupar Albània, van fer que Zog abandonés el tron i annexionaren el país a l'Imperi italià

## Guerra italo-grega
La Guerra italo-grega s'estengué entre el 28 d'octubre de 1940 fins al 30 d'abril de 1941, i va ser part de la Segona Guerra Mundial. Les forces italianes van envair Grècia, aconseguint només uns limitats guanys territorials, però el prompte contraatac grec els va fer retrocedir fins a Albània. Els italians van passar gran part de l'hivern estabilitzant la línia del front. Una excessivament anticipada ofensiva italiana al març de 1941 fracassà en fer progressos suficients. Alemanya va intervenir a l'abril, i envaí Grècia després d'una triomfal Invasió de Iugoslàvia.

## Invasió de Iugoslàvia
Article principal: Invasió de Iugoslàvia
La Invasió de Iugoslàvia (també coneguda com a Operació 25) s'inicià el 6 d'abril de 1941 i acabà el 17 d'abril, amb la rendició incondicional del Reial Exèrcit Iugoslau. Les potències invasores de l'Eix (Alemanya, Itàlia, Hongria i Bulgària van ocupar i desmembrar el Regne de Iugoslàvia. En sortiren 3 estats: Bòsnia i Hercegovina, parts de Croàcia i Sirmia van formar l'estat titella de l'Estat Independent de Croàcia (Nezavisna Država Hrvatska, NDH), creat per Alemanya i Itàlia. Inicialment, el NDH tenia un rei italià, Tomislav II de Croàcia. Tomislav era el Duc d'Aosta, i mai no trepitjà el NDH. A Sèrbia i al Banat, van formar l'estat titella de "Nedić's Serbia", creat per Alemanya. I a Montenegro, es creà l'estat titella de l'Estat Independent de Montenegro, com a protectorat d'Itàlia. No obstant això, el "protectorat" era nominalment un regne, tot i que el Príncep Miquel de Montenegro mai no acceptà la corona.

## Invasió de Grècia
Article principal: Batalla de Grècia
La invasió alemanya de Grècia, de nom en clau Unternehmen Marita (Operació Marita) va ser el resultat directe i continuació de la Guerra Greco-Italiana. El 6 d'abril de 1941, la Wehrmacht envaí el nord de Grècia, mentre que altres elements llançaven un atac conta Iugoslàvia.
La ruptura de les línies iugoslaves al sud del país permeté a Alemanya enviar reforços al nord de Grècia. L'exèrcit alemany flanquejà les fortificacions gregues (la línia Metaxàs i, malgrat l'ajut del Cos Expedicionari Britànic, va capturar les ciutats del sud de Grècia. La Batalla de Grècia finalitzà quan els alemanys van entrar a Atenes i van capturar el Peloponès, prop de 40.000 soldats aliats van ser evacuats a Creta, provocant un dels majors atacs paracaigudistes de la història de la guerra: l'Operation Merkur, la batalla de Creta.

## La intervenció búlgara
El 6 d'abril de 1941, tot i formar part de manera oficial de l'Eix, el govern de Bulgària mantenia un curs de passivitat militar durant les primeres etapes de la invasió de Iugoslàvia i de la Batalla de Grècia. Mentre que les tropes alemanyes, italianes i hongareses penetraven a Iugoslàvia i Grècia, els búlgars romanien dins de les seves fronteres. El govern iugoslau es rendí el 17 d'abril, i el grec aguantà fins al 30. El 20 d'abril acabà el període de passivitat búlgara. L'exèrcit búlgar entrà a la regió de l'Egeu. L'objectiu era arribar a Tràcia i a la Macedònia oriental, així com a la Sèrbia oriental. L'anomenada Vardar Banovina va ser dividida, i els italians van ocupar la Macedònia occidental.

## Operation Merkur

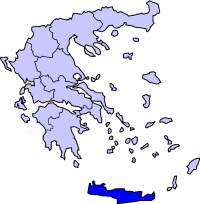
Creta amb relació a la Grècia continental

El 20 de maig de 1941, els paracaigudistes alemanys van ser llançats sobre els aeròdroms del nord de Creta per ocupar l'illa. Es van trobar amb una forta resistència de les forces aliades i de la població cretenca, però a poc a poc els defensors van ser superats per la superioritat de la tàctica alemanya. No obstant això, la pèrdua de molts paracaigudistes va fer que l'Alt Comandament de les Forces Armades Alemanyes, el Oberkommando der Wehrmacht (o OKW) reconsiderés la seva doctrina de guerra paracaigudista.

## Conclusió
L'1 de juny de 1941, la totalitat d'Albània, Iugoslàvia i Grècia estaven sota el control de l'Eix. Grècia va trobar-se sota una triple ocupació, i Iugoslàvia va ser ocupada i dissolta. Alemanya havia aconseguit un guany significatiu: accés directe a la Mediterrània. L'Alt Comandament Aliat va témer que Creta i Grècia serien emprats com a trampolí per a una invasió d'Egipte o Xipre, ambdues sota control britànic. No obstant això, qualsevol pla per a una invasió a gran escala d'Egipte i Palestina va abandonar-se quan s'inicià l'Operació Barbarroja el 22 de juny.

### La Resistència
Article principal: Ocupació de Grècia durant la II Guerra Mundial
Fins al final de la guerra, els moviments de Resistència grecs i iugoslaus van obligar els alemanys i els seus aliats a mantenir centenars de milers de soldats de manera permanent en ambdós països, fent que anessin escassos d'efectius en altres fronts. Això es va fer especialment notable després de 1943, quan l'amenaça d'una invasió aliada i les activitats dels partisans van fer necessàries operacions a gran escala de caràcter contra-insurgent, involucrant-hi moltes divisions, incloent unitats d'elit Panzer i Gebirgsjäger.

### La Campanya del Dodecanès
Article principal: Campanya del Dodecanès
Després de la rendició italiana el 1943 tingué lloc una cursa entre els britànics i els alemanys per assegurar les Illes del Dodecanès, ocupades per Itàlia i de gran importància estratègica. Els alemanys van desarmar rap¡dament la guarnició italiana de  Rodes, però els britànics van tenir èxit en les ocupacions de les illes de Samos, Leros i Cos. No obstant això, els alemanys van llançar ràpidament atacs navals i aeris i van fer servir forces especials per tal d'ocupar les illes.